# Gennady Khazanov
Gennady Viktorovich Khazanov (en ruso :Генна́дий Ви́кторович Хаза́нов;  1 de diciembre de 1945) es un comediante ruso y actor a tiempo parcial. 

## Trayectoria
Su trabajo incluye parodias de políticos rusos y soviéticos y burlas de varios grupos subculturales en la Rusia moderna. Después de graduarse de la Escuela de Circo de Moscú en 1969 trabajó como maestro de ceremonias en la Orquesta Leonid Utyosov. Comenzó su carrera en solitario en 1973 en Moscontsert, una organización estatal de conciertos de Moscú. Obtuvo un éxito temprano con los monólogos de un estudiante de escuela culinaria escritos por Lion Izmailov y Iurii Volovich, y de un valiente loro que no puede dejar de decir la verdad escritos por Arkady Khait.. 
En 1997 se convirtió en director artístico del Teatro de Variedades de Moscú. En 1999 fue presidente de la Fundación de Seguridad de la Comunidad Judía Rusa, que se creó para coordinar la acción contra el antisemitismo en Moscú.